# Bistum Osorno
Das Bistum Osorno (lat.: Dioecesis Osornensis, span.: Diócesis de Osorno) ist eine in Chile gelegene Diözese der römisch-katholischen Kirche mit Sitz in Osorno.

## Geschichte
Das Bistum Osorno wurde am 15. November 1955 durch Papst Pius XII. mit der Päpstlichen Bulle Christianorum qui in diocesibus aus Gebietsabtretungen der Bistümer Puerto Montt und Valdivia errichtet. Es ist dem Erzbistum Puerto Montt als Suffraganbistum unterstellt.

## Bischöfe von Osorno
- Francisco Maximiano Valdés Subercaseaux OFMCap, 1956–1982
- Miguel Caviedes Medina, 1982–1994, dann Bischof von Los Ángeles
- Alejandro Goić Karmelić, 1994–2003, dann Koadjutorbischof von Rancagua
- René Osvaldo Rebolledo Salinas, 2004–2013, dann Erzbischof von La Serena
- Juan Barros Madrid, 2015–2018
- Jorge Enrique Concha Cayuqueo OFM, 2020–2023, dann Bischof von Temuco
- Carlos Alberto Godoy Labraña, seit 2023